# Гаргина дупка (пещера)
Гаргина дупка е пещера в близост до село Мостово, община Асеновград, област Пловдив.

## Обща информация
Пещерата е дълга 524 m, а общата денивелация е 38 m. Намира се в непосредствена близост до село Мостово, което е разположено на скална тераса от бял мрамор. Скалната тераса завършва със стръмна скала, под която са разположени двата входа на пещерата. Името на пещерата идва от птиците, които гнездят близо до входовете – жълтоклюни гарги (хайдушки гарги). От входа, който е разположен по-ниско, изтича поток, а горният е обрасъл с бръшлян (Hedera helix). След входа се намира галерия, която се издига до първата камера, която е висока и осветена от светлина, идваща от другия вход. След дълги дъждове (най-вече пролет и късна есен) на това място се образува плитко езеро. Вътрешният път минава през водопад с височина 2,5 m. След това има криволичеща галерия и голяма камера с прилепи и тяхното гуано, образуван от изпражненията им. Втората галерия отива надясно. Подът е кален, а стените са покрити с вторични образувания. Има два плитки кладенеца, чрез които е възможно да се стигне до подземния поток. По-нататък пещерата става по-ниска и тясна. След изкачване по хлъзгавото гуано по пода в камерата за прилепи, се достига до тясна и възходяща галерия. След 5 m вертикално изкачване се навлиза в камера, след която следва тясна галерия.

## Биологично разнообразие
Пещера Гаргина дупка е обявена за защитена местност през 4 август 2003 г., с цел опазване на местообитанието на защитени от закона редки за страната видове прилепи. Нейни обитатели са голям подковонос, малък подковонос, голям нощник, остроух нощник, дългопръст нощник и пещерен дългокрил. На пода, заемайки площ от 300 m2 и височина 16 – 18 m, може да се види гуано от прилепи, натрупано от хиляди години.